# Esino Lario
Esino Lario es una comune italiana de la provincia de Lecco, región de Lombardía. Tiene una población estimada, a fines de octubre de 2021, de 759 habitantes.
Está ubicada a 60 kilómetros al norte de Milán y a 15 al noroeste de Lecco. 
La municipalidad de Esino Lario incluye las fracciones de Bigallo y Ortanella. Limita con las municipalidades de Cortenova, Lierna, Mandello del Lario, Parlasco, Pasturo, Perledo, Primaluna, Taceno y Varenna.
La localidad fue seleccionada para acoger en junio de 2016 Wikimania, la conferencia anual del movimiento Wikimedia. Fue la primera vez que la sede del evento no se realizó en una gran ciudad.

## Geografía
El municipio de Esino Lario está situado en la zona prealpina lombarda. Su territorio es totalmente montañoso: la altitud mínima es de 554 metros, mientras que la máxima alcanza los 2 409 metros en la cumbre del Grigne.

## Evolución demográfica
| Gráfica de evolución demográfica de Esino Lario entre 1861 y 2021 |
|                                                                   |
| Fuente ISTAT - elaboración gráfica de Wikipedia                   |